# Леонов, Валентин Андреевич
Валенти́н Андре́евич Лео́нов (31 июля 1896 — 8 июля 1941) — комбриг Рабоче-крестьянской Красной Армии, участник Гражданской войны, кавалер двух орденов Красного Знамени (1922, 1923).

## Биография
Родился в 1896 году в посёлке Станица Луганская (ныне — Луганская область) в русской семье рабочего. Отец был мастер службы пути железной дороги, мать из казаков.
В 1916 году окончил двухклассное железнодорожное училище в Борисоглебске. С марта 1917 года был ремонтным рабочим на Жердевской дистанции службы пути. С апреля 1918 года технический секретарь месткома службы пути станции Борисоглебск Юго-Восточной железной дороги.
Член ВКП(б) с 15 февраля 1919 года.
С мая 1919 года в Рабоче-крестьянской Красной армии, курсант Борисоглебских кавалерийских курсов. Участвовал в Гражданской войне в России с июня 1919 года красноармеец 1-го Московского полка Южного фронта. С августа 1919 года курсант Борисоглебских кавалерийских курсов (Оренбург). С февраля 1920 года командир эскадрона отдельного кавалерийского полка Туркестанского фронта. С сентября 1920 года слушатель сокращённых военно-академических курсов в Ташкенте. С февраля 1921 года командир 17-го кавалерийского полка 3-й кавалерийской дивизии Туркестанского фронта. С июня 1921 года временно исполняющий должность командира 7-й кавалерийской бригады 3-й кавалерийской дивизии Туркестанского фронта. С августа 1921 года командир 13-го кавалерийского полка 2-й отдельной кавалерийской бригады Туркестанского фронта. Приказом Революционного Военного Совета Республики № 19 в 1922 году командир эскадрона Валентин Леонов был награждён первым орденом Красного Знамени РСФСР «командиру 2-го эскадрона отдельного кавалерийского полка Леонову В. А. за отличия в бою с белобухарцами 29 августа 1920 года у кишлака Джисманду». С сентября по ноябрь 1922 года слушатель высшей кавалерийской школы в Петрограде, после чего был зачислен в резерв. Приказом Революционного Военного Совета Республики № 2 в 1923 году командир полка В. А. Леонов вторично был награждён орденом Красного Знамени РСФСР. «за отличия в боях с басмачами под кишлаком Ашаба».
С февраля 1923 года начальник отдела охраны Московско-Курской железной дороги. С ноября 1925 года начальник школы усовершенствования начальствующего состава стрелковой охраны путей сообщения в г. Москва.
В 1930 году закончил 1 курс вечерней Промышленной академии им. И. В. Сталина. С марта 1932 года начальник и комиссар 4-й школы войск ОГПУ. С декабря 1932 года начальник и комиссар 1-й школы пограничных войск НКВД в Ленинграде. С ноября 1933 года старший инспектор управления пограничной охраны.
Во время введения персональных званий в РККА и ВМФ СССР Леонову В.А. было присвоено воинское звание «полковник». С января 1935 года слушатель Особого факультета Военной академии РККА им. М. В. Фрунзе. С февраля 1937 года начальник Новопетергофского военного училища. С февраля 1938 года начальник Управления пограничной и внутренней охраны НКВД Туркменской ССР. Приказом НКВД от 26 февраля 1938 г. № 469 Леонову В. А. присвоено звание «комбриг». Проживал по адресу: г. Ашхабад, ул. Крымская, д. 44. Депутат Верховного Совета Туркменской ССР 1 созыва.
Арестован 9 сентября 1938 года органами НКВД СССР по обвинению в причастности к «контрреволюционной заговорщической организации». Уволен приказом НКВД от 30 декабря 1938 года № 2612 согласно статье 47 пункт «б» Положения. 8 июля 1941 года Военная коллегия Верховного Суда СССР приговорила его к высшей мере наказания — расстрелу. Приговор был приведён в исполнение в тот же день. Прах Леонова захоронен на расстрельном полигоне «Коммунарка». Решением Военной коллегии Верховного Суда СССР от 31 марта 1956 года посмертно реабилитирован.

## Воинские звания
Полковник — 1936;
Комбриг — 26.02.1938.

## Награды
Орден Красного Знамени дважды (1922, 1923);
Орден Красной Звезды (1934);
Медаль «20 лет РККА» (1938);
Наградное оружие (1932) пистолет системы «Маузер» от коллегии ОГПУ «За беспощадную борьбу с контрреволюцией».